# Maison Pollák
La Maison Pollák (en hongrois : Pollák-ház) est un édifice situé dans le 13e arrondissement de Budapest. 